# 雪橇

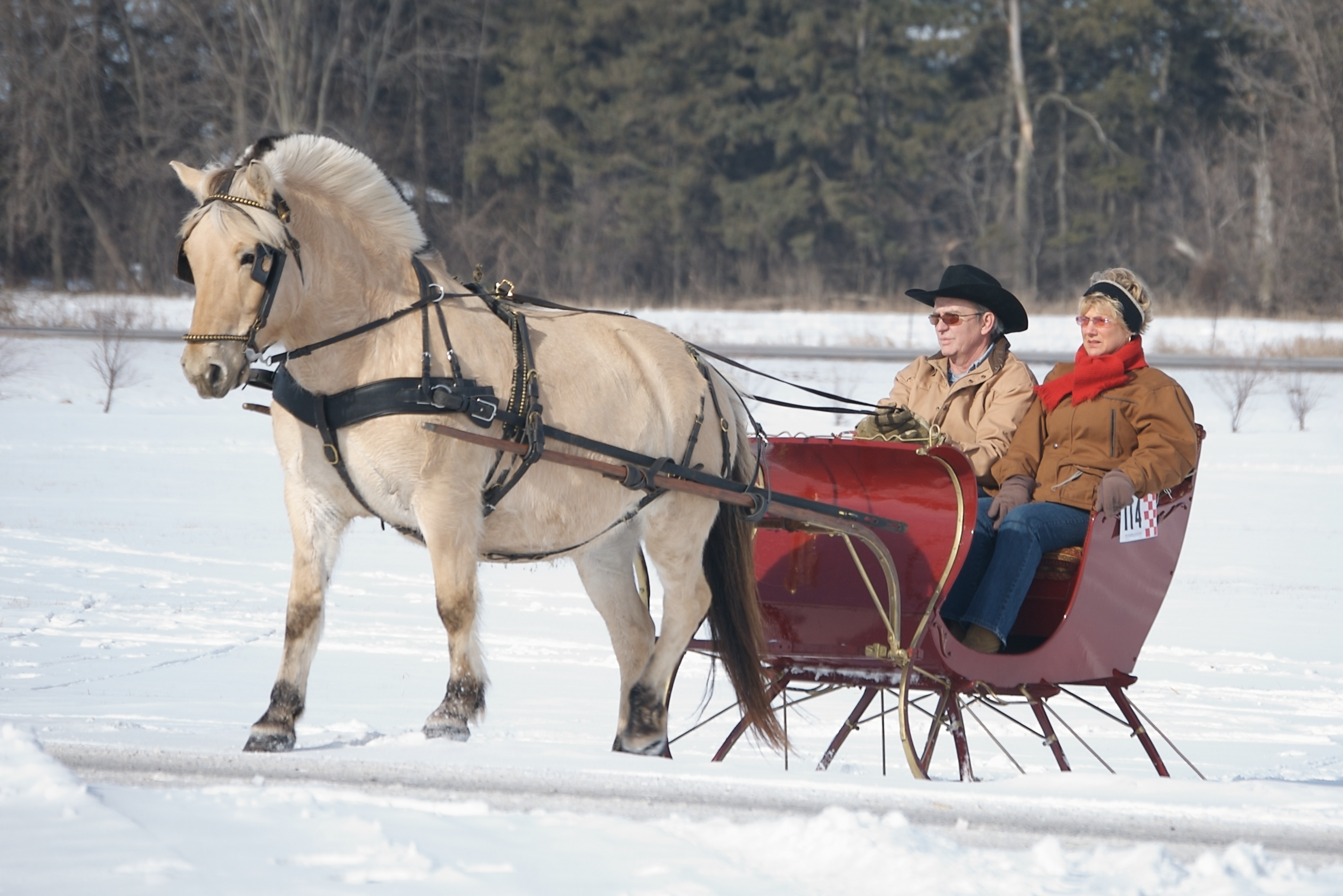
拉著雪橇（sleigh）的挪威峽灣馬

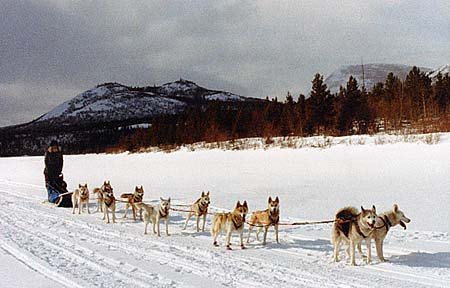
狗拉雪橇

雪橇（sled、sledge或sleigh）是一種陸上的交通工具，其下側有光滑的表面，或者雪橇下方有可分離的支架，支架下方有二個或多個光滑的縱向窄滑行板，可以在地表滑行。大部份的雪橇是用在雪或是冰上，不過也有些（一般是摩擦力較小的雪橇）可以用在其他種類陸地表面，例如沙地或濕草地。雪橇也可用在載人或是載貨。雪橇本身沒有動力來源，因此一般會用動物（例如馬）來牽引前進，也有些情形（例如下雪的斜坡）上可以靠重力前進。sled、sledge和sleigh之間的差異反映了因不同歷史及氣候條件造成的地區性差異。
在英式英文一般會用sledge來表示雪橇，比sled要常用。Toboggan（平底雪撬）有時也用作sledge的同義詞，但多半是指另一種下方沒有滑行板的平底雪撬。Sleigh是指中到大型，沒有車頂的雪橇，一般會用馬或是狗來拉動，可以載人或是載貨。在斯堪的纳维亚也會用驯鹿來拉雪橇，就像圣诞老人一样。
在美式英文中sled比較常用，不過多半是指小型，娛樂用的雪橇。Sledge是指較重型，載货物或大型物体的雪橇。在美國Sleigh更常用來指在寒冷氣候中代替馬車的交通工具，也會有乘客的座位。
澳大利亚的雪較少，澳大利亚英语中sleigh和sledge出現的頻率相近。
在一些健身房內，雪橇做為健身訓練器材之用，在人工草皮上推行，上面可放槓片或其他重物以訓練肌耐力。
- 雪车：又名“有舵雪橇”
- 雪橇 (运动)：又名“无舵雪橇”
- Mudsled（英语：Mudsled）
- Pulka（英语：Pulka）
- 钢架雪车：又名“俯式冰橇”
- 滑雪板
- 單板滑雪
- 雪上摩托車
- 平底雪撬（英语：Toboggan）
- 印第安雪橇
- 雪橇犬